# Namjong állomás
Namjong (Namyeong) állomás föld feletti metróállomás a szöuli metró 1-es vonalán, valamint vasútállomás a hagyományos Kjongbu (Gyeongbu) vonalon.

## Viszonylatok
| 1-es vonal                                                  | 1-es vonal                                           | 1-es vonal                                                                                    |
| ----------------------------------------------------------- | ---------------------------------------------------- | --------------------------------------------------------------------------------------------- |
| Szöul Szojoszan (Soyosan) és Kvangun (Gwangun) Egyetem felé | Kjongbu (Gyeongbu) szakasz személy- és expresszvonat | Jongszan (Yongsan) Incshon (Incheon), Szodongthan (Seodongtan) vagy Sincshang (Sinchang) felé |
| Korail                                                      |                                                      |                                                                                               |
| Szöul Végállomás felé                                       | Kjongbu (Gyeongbu) vonal                             | Jongszan (Yongsan) Puszan (Busan) felé                                                        |